# آفهم هیل
آفهم هیل (انگلیسی: Offham Hill) محوطه‌ای است که در نزدیکی شهرک لویس در شرق ساسکس قرار دارد. گودچنبرها از اندکی قبل از ۳۷۰۰ قبل از میلاد تا حدود ۳۳۰۰ قبل از میلاد در انگلستان ساخته شدند. ویژگی آنها محصور شدن کامل یا جزئی یک منطقه با خندق‌هایی است که توسط شکاف‌ها یا راهروها قطع می‌شوند. هدف ساخت گودچنبرها مشخص نیست؛ آنها ممکن است سکونت‌گاه‌ها، مکان‌های ملاقات یا مکان‌های آیینی بوده باشند. آفهم هیل برای نخستین بار در سال ۱۹۶۴ توسط یکی از اعضای انجمن باستان‌شناسی ساسکس شناسایی شد.
در آفهم هیل حدود ۷۰۰۰ سنگ چخماق، نزدیک به ۳۰۰ قطعه سفال، یک انسان مدفون، خرده استخوان‌های انسان و بقایای حیوانات کشف شد. بیشتر سفال‌ها مربوط به دوران نوسنگی شناسایی شده‌اند و تاریخ‌گذاری رادیوکربنی زغال‌سنگ یافت شده در یکی از خندق‌ها تأیید می‌کند که این محوطه مربوط به دوران نوسنگی است. تجزیه و تحلیل مجدد تاریخ‌های رادیوکربن در سال ۲۰۱۱، همراه با تاریخ‌های رادیوکربن بیشتر از بقایای انسان، به این نتیجه رسید که این محوطه در اواسط هزاره چهارم قبل از میلاد ساخته شده‌است.